# Jonathan Hedström
Jonathan Hedström (né le 27 décembre 1977 à Skellefteå en Suède) est un joueur professionnel suédois de hockey sur glace. Il évoluait au poste d'ailier gauche.

## Biographie
Jouant pour le Skellefteå AIK en Division 1, deuxième échelon suédois, il est repêché par les Maple Leafs de Toronto au 221e rang lors du 9e tour du repêchage d'entrée dans la LNH 1997. En 1999, il s'amène avec le Luleå HF qui joue dans l'Elitserien, le championnat élite de Suède. Alors qu'il évolue toujours en Suède, les Maple Leafs échangent ses droits aux Mighty Ducks d'Anaheim en juin 2000 contre deux choix de repêchage.
Il rejoint l'organisation des Mighty Ducks en 2002 après avoir signé un contrat avec l'équipe et passe la majorité de la saison 2002-2003 avec le club-école, les Mighty Ducks de Cincinnati, dans la Ligue américaine de hockey. Il a pris part à 4 matchs avec l'équipe d'Anaheim dans la Ligue nationale de hockey. Après cette saison, il retourne en Suède et joue avec le Djurgårdens IF puis le Timrå IK.
En 2005, il retourne avec les Mighty Ducks et parvient à passer toute la saison dans la LNH en jouant 79 matchs pour 27 points. Il retourne néanmoins dans son pays natal après cette saison. 
Après trois saisons avec l'équipe de Timrå, il signe en 2008 avec l'équipe russe du HK CSKA Moscou dans la Ligue continentale de hockey (KHL). Après une saison avec le club de Luleå, il part pour la Finlande en 2010 en jouant pour le Kärpät Oulu en SM-liiga. Il joue deux autres saisons avec Timrå avant de terminer sa carrière dans les divisions inférieures pour diverses équipes.
Il a représenté la Suède au niveau international. Il a remporté la médaille d'argent lors du championnat du monde de 2004.

## Statistiques

### En club
| Saison     | Équipe                     | Ligue         |    | Saison régulière | Saison régulière | Saison régulière | Saison régulière | Saison régulière |   | Séries éliminatoires | Séries éliminatoires | Séries éliminatoires | Séries éliminatoires | Séries éliminatoires |
| Saison     | Équipe                     | Ligue         | PJ | B                | A                | Pts              | Pun              | PJ               | B | A                    | Pts                  | Pun                  |                      |                      |
| 1995-1996  | Skellefteå AIK U20         | J20 SuperElit | 9  | 4                | 4                | 8                | -                | -                | - | -                    | -                    | -                    |                      |                      |
| 1995-1996  | Skellefteå AIK             | Division 1    | 7  | 0                | 0                | 0                | 0                | -                | - | -                    | -                    | -                    |                      |                      |
| 1996-1997  | Skellefteå AIK             | Division 1    | 12 | 1                | 1                | 2                | 10               | 6                | 0 | 0                    | 0                    | 2                    |                      |                      |
| 1997-1998  | Skellefteå AIK             | Division 1    | 30 | 5                | 5                | 10               | 15               | 4                | 1 | 0                    | 1                    | 4                    |                      |                      |
| 1998-1999  | Skellefteå AIK             | Division 1    | 35 | 15               | 29               | 44               | 76               | 5                | 1 | 4                    | 5                    | 4                    |                      |                      |
| 1999-2000  | Luleå HF                   | Elitserien    | 48 | 9                | 17               | 26               | 46               | 9                | 2 | 1                    | 3                    | 12                   |                      |                      |
| 2000-2001  | Luleå HF                   | Elitserien    | 46 | 9                | 19               | 28               | 68               | 12               | 1 | 6                    | 7                    | 16                   |                      |                      |
| 2001-2002  | Luleå HF                   | Elitserien    | 47 | 11               | 7                | 18               | 38               | 4                | 2 | 1                    | 3                    | 6                    |                      |                      |
| 2002-2003  | Mighty Ducks de Cincinnati | LAH           | 50 | 14               | 21               | 35               | 62               | -                | - | -                    | -                    | -                    |                      |                      |
| 2002-2003  | Mighty Ducks d'Anaheim     | LNH           | 4  | 0                | 0                | 0                | 0                | -                | - | -                    | -                    | -                    |                      |                      |
| 2003-2004  | Djurgårdens IF             | Elitserien    | 48 | 12               | 22               | 34               | 94               | 3                | 0 | 2                    | 2                    | 12                   |                      |                      |
| 2004-2005  | Timrå IK                   | Elitserien    | 46 | 14               | 21               | 35               | 92               | 7                | 3 | 5                    | 8                    | 16                   |                      |                      |
| 2005-2006  | Mighty Ducks d'Anaheim     | LNH           | 79 | 13               | 14               | 27               | 48               | 3                | 0 | 1                    | 1                    | 2                    |                      |                      |
| 2006-2007  | Timrå IK                   | Elitserien    | 54 | 13               | 25               | 38               | 74               | 7                | 2 | 3                    | 5                    | 14                   |                      |                      |
| 2007-2008  | Timrå IK                   | Elitserien    | 27 | 7                | 6                | 13               | 50               | -                | - | -                    | -                    | -                    |                      |                      |
| 2008-2009  | Timrå IK                   | Elitserien    | 11 | 0                | 2                | 2                | 8                | -                | - | -                    | -                    | -                    |                      |                      |
| 2008-2009  | HK CSKA Moscou             | KHL           | 31 | 1                | 6                | 7                | 24               | 8                | 0 | 1                    | 1                    | 8                    |                      |                      |
| 2009-2010  | Luleå HF                   | Elitserien    | 48 | 2                | 16               | 18               | 63               | -                | - | -                    | -                    | -                    |                      |                      |
| 2010-2011  | Kärpät Oulu                | SM-liiga      | 18 | 2                | 4                | 6                | 16               | -                | - | -                    | -                    | -                    |                      |                      |
| 2010-2011  | Asplöven HC                | Division 1    | 14 | 6                | 18               | 24               | 8                | 2                | 0 | 1                    | 1                    | 2                    |                      |                      |
| 2010-2011  | Asplöven HC                | Allsvenskan   | -  | -                | -                | -                | -                | 9                | 4 | 4                    | 8                    | 8                    |                      |                      |
| 2011-2012  | Timrå IK                   | Elitserien    | 53 | 9                | 12               | 21               | 72               | 9                | 1 | 5                    | 6                    | 14                   |                      |                      |
| 2012-2013  | Timrå IK                   | Elitserien    | 52 | 6                | 12               | 18               | 34               | 9                | 2 | 1                    | 3                    | 0                    |                      |                      |
| 2013-2014  | Piteå HC                   | Division 1    | 5  | 1                | 3                | 4                | 4                | -                | - | -                    | -                    | -                    |                      |                      |
| 2013-2014  | Haninge Anchors HC         | Division 2    | 1  | 2                | 0                | 2                | 0                | -                | - | -                    | -                    | -                    |                      |                      |
| 2014-2015  | Brunflo IK                 | Division 2    | 1  | 0                | 2                | 2                | 0                | -                | - | -                    | -                    | -                    |                      |                      |
| 2014-2015  | IF Sundsvall Hockey        | Division 1    | 6  | 0                | 5                | 5                | 6                | -                | - | -                    | -                    | -                    |                      |                      |
| 2014-2015  | IF Sundsvall Hockey        | Allsvenskan   | -  | -                | -                | -                | -                | 9                | 0 | 4                    | 4                    | 6                    |                      |                      |
| Totaux LNH | Totaux LNH                 | Totaux LNH    | 83 | 13               | 14               | 27               | 48               | 3                | 0 | 1                    | 1                    | 2                    |                      |                      |

### En équipe nationale
| Année | Compétition          |   | PJ | B | A | Pts | Pun               |  | Résultat |
| 2004  | Championnat du monde | 8 | 1  | 1 | 2 | 6   | Médaille d'argent |  |          |
| 2005  | Championnat du monde | 9 | 3  | 4 | 7 | 10  | 4e place          |  |          |
| 2007  | Championnat du monde | 8 | 3  | 2 | 5 | 18  | 4e place          |  |          |

## Trophées et honneurs personnels
- 2002-2003 : participe au Match des étoiles de la LAH.